# منتخب تشيكوسلوفاكيا لاتحاد الرغبي
منتخب تشيكوسلوفاكيا الوطني لاتحاد الرغبي هو ممثل تشيكوسلوفاكيا الرسمي في المنافسات الدولية في اتحاد الرغبي . تأسس في 1926.